# Помогаевка
Помогаевка — деревня в Любинском районе Омской области, в составе Замелетёновского сельского поселения .

## География
Расположена в 12 км к северо-западу от посёлка Любинский.

## История
Основана в 1907 году, немцами переселенцами из Поволжья и колонии Рибенсдорф. Названа по заимке Помогаева. До 1917 года меннонитско-лютеранское село Больше-Могильской волости Тюкалинского уезда Тобольской губернии. С 1925 по 1960 гг. центр Помогаевского сельсовета.

## Население
| год     | 1909 | 1912 | 1917 | 1920 | 1926 | 1970 | 1979 | 1989 | 2010 |
| ------- | ---- | ---- | ---- | ---- | ---- | ---- | ---- | ---- | ---- |
| человек | 228  | 176  | 320  | 489  | 509  | 381  | 293  | 237  | 185  |